# Dypsis thermarum
Dypsis thermarum – gatunek palmy z rzędu arekowców (Arecales). Występuje endemicznie na Madagaskarze, w prowincji Fianarantsoa. Można go spotkać w Parku Narodowym Ranomafana. Znane jest tylko jedno jego naturalne stanowisko.
Rośnie w bioklimacie wilgotnym, jak i górskim. Występuje na wysokości do 500–1500 m n.p.m.